# Karol Irzykowski

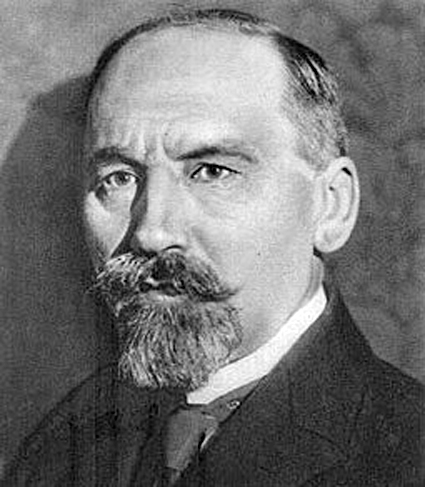
Karol Irzykowski.

Karol Irzykowski, född 23 januari 1873, död 2 november 1944, var en polsk författare, litteraturkritiker, filmteoretiker och schackspelare. 1933–1939 var han medlem av prestigefyllda Polska Akademia Literatury.